# Poecilia caudofasciata
Poecilia caudofasciata är en fiskart som först beskrevs av Regan, 1913.  Poecilia caudofasciata ingår i släktet Poecilia och familjen Poeciliidae. Inga underarter finns listade i Catalogue of Life.